# Kazimierz Wejchert
Kazimierz Wejchert (ur. 14 marca 1912 w Smoleńsku, zm. 3 maja 1993 w Warszawie) – polski architekt, urbanista, profesor Politechniki Warszawskiej, teoretyk i praktyk, uznany autorytet w kraju i za granicą, twórca własnej szkoły kształtowania przestrzeni miasta. Przez okres półwiecza uczył wychowanków Wydziału Architektury Politechniki Warszawskiej rzetelności zawodu, wyobraźni przestrzennej, zaangażowania w społeczny etos polskiego urbanisty. W młodości mistrz Polski w siatkówce.

## Życiorys
W 1918 r. wrócił z rodzicami do odrodzonej Polski. W młodości uprawiał z sukcesami siatkówkę, był zawodnikiem AZS Warszawa. Zdobył mistrzostwo Polski w 1930, 1934 i 1935, wicemistrzostwo w 1929, 1931 i 1932, brązowy medal w 1933 i 1938. Był uczestnikiem pierwszego nieoficjalnego meczu reprezentacji Polski w 1934 przeciwko Polonii Zagranicznej.
W 1935 r. ukończył Politechnikę Warszawską, a w czasie okupacji od 1940 r. pracował jako asystent a potem adiunkt na tajnym Wydziale Architektury Politechniki Warszawskiej w Katedrze prof. Tadeusza Tołwińskiego. W 1944 r. obronił celująco ocenioną pracę doktorską na temat miasteczek polskich „Miasteczko polskie jako zagadnienie urbanistyczne".
Jako porucznik AK uczestniczył w Powstaniu Warszawskim (Okręg Warszawski Armii Krajowej - III Wydział Operacyjno-Szkoleniowy - Referat kartograficzny, pseudonim "Kit"). Po upadku powstania dostał się do niewoli hitlerowskiej na terenie Niemiec w Bergen-Belsen Stalag XI B, potem Sandbostel i Lubeka. Po wojnie wrócił do Polski i na Politechnikę Warszawską, jednocześnie włączył się w szczególny, heroiczny okres odbudowy kraju. Z właściwą sobie pasją, siłą i potrzebą działania, skupił koło siebie oddanych sprawie współpracowników, kolegów i studentów. Jego doświadczenia teoretyczne w kształtowaniem małych miast polskich stanowiły cenne inspiracje metodyczne i praktyczne do ich odbudowy. W planie każdego miasta szukał tożsamości, którą wyznacza przeszłość kulturowa, przyrodniczy i krajobrazowy genius loci, możliwości rozwoju w charakterystycznym kontekście społecznym. Uparte wydobywanie ciągłości kultury polskiej miało - w kraju zniszczonym wojną - znaczenie szczególne, większe niż w innych krajach. W tym okresie był autorem lub współautorem, około 70 tzw. uproszczonych planów zagospodarowania przestrzennego miast ziem zachodnich i z kolei - planów ogólnych wielu miast Śląska, Mazowsza i innych obszarów. Był twórcą planów zagospodarowania Olsztyna (1947-1949) oraz Chorzowa, Katowic i Rudy Śląskiej (1949-1951).
Pracą jego życia, prowadzoną wspólnie z Hanną Adamczewską Wejchert, są już od 1951 r. - plany urbanistyczne we wszystkich skalach a potem nadzory realizacyjne dotyczące całego procesu powstania nowego miasta Tychy. W 1967 r. został profesorem zwyczajnym oraz dyrektorem Instytutu Urbanistyki i Planowania Przestrzennego (1970 - 1979), co pozwoliło mu przekształcić Instytut w kompleksowo i wielostronnie pracującą placówkę naukową, badawczą i dydaktyczną. Podejmował tematy węzłowe, kierował wydawnictwami naukowymi Instytutu. Wychowawca wielu pracujących dziś w kraju i za granicą polskich urbanistów oraz nauczycieli akademickich.
Prowadził wykłady na wielu uczelniach zagranicznych w Europie i Ameryce Północnej. W pracy urbanisty i dydaktyka profesor Wejchert kojarzył doświadczenia twórcze, zdobycze nauki, prognozy badań socjologicznych społeczności miejscowych. Proponował teoretyczne i praktyczne zasady kształtowania współczesnych przestrzeni polskiego miasta. Zwracał uwagę na piękno wartość przestrzeni, tłumaczył współzależności zdarzeń, sekwencji i prawideł gry przestrzennej. W koncepcji miasta przywracał zaniedbywany w ówczesnej praktyce urbanistycznej - charakter „miejskości" tak aktualnie poszukiwany. Wprowadzał zasadę hierarchii i różnorodności przestrzeni raz elementy krystalizujące miasto, stanowiące główną osnowę organizmu przestrzennego, w którą można wpisywać elastycznie, kroczące z czasem programy miejskie. Szkoła planowania miasta prof. Wejcherta łączy spuściznę kultury europejskiej, świadomość polskiego dziedzictwa i odpowiedź na wyzwanie współczesności.
W 1979 r. został członkiem korespondentem, a w 1989 r. członkiem rzeczywistym PAN. Od 1978 roku członek korespondent Deutsche Akademie für Städtebau und Landesplanung. Przewodniczący Komitetu Architektury i Urbanistyki PAN (1981–1990).
Kazimierz Wejchert został pochowany na cmentarzu parafialnym przy kościele pod wezwaniem św. Marii Magdaleny w Tychach.

## Publikacje
- Miasteczko polskie jako zagadnienie urbanistyczne - (Wyd. Ministerstwa Odbudowy, nr 8, Warszawa 1947)
- Miasto na warsztacie - (Wydawnictwo Arkady, 1969) (wydanie .ang. 1972),
- Elementy kompozycji urbanistycznej - (1974 r., 2008 Wydawca: Arkady ISBN 83-213-4494-2, wyd. niem. 1979 r.),
- Małe miasta - (z H. Adamczewską Wejchert, 1985 r. wydawnictwo Arkady)
- Przestrzeń wokół nas - (Katowice wyd. Fibak Noma Press 1993 r.)

Ponadto liczne artykuły i publikacje w naukowych periodykach polskich i zagranicznych, oraz w prasie.

## Nagrody i odznaczenia
8 lipca 1959 – odznaczony Krzyżem Oficerskim Orderu Odrodzenia Polski
Order Sztandaru pracy II klasy
1963 i 1984 - Nagroda Państwowa I stopnia (dwukrotnie: 1964 Za opracowanie planów zagospodarowania przestrzennego miasta Nowe Tychy oraz autorski wkład w ich realizację, za całokształt 1984r.).
1982 - Nagroda Honorowa Stowarzyszenia Architektów Polskich (wspólnie z żoną Hanną Adamczewską - Wejchert)
1976 - Międzynarodową Nagrodą im. Gottfrieda von Herdera na Uniwersytecie Wiedeńskim „za wkład w kulturę Europy".
1989 - medal Kalos Kagathos
1991 - został uhonorowany tytułem doktora honoris causa Politechniki Gdańskiej
1991 - został uhonorowany tytułem doktora honoris causa Politechniki Warszawskiej.